# Пейзаж мрій (фільм, 1984)
«Пейзаж мрій» (англ. Dreamscape) — американський науково-фантастичний пригодницький фільм з елементами горору 1984 року. Отримав гран-прі Брюссельського міжнародного кінофестивалю фантастичних фільмів.
Алекс Гарднер — екстрасенс. Спочатку він намагався заробити на своєму дарі, граючи в азартні ігри. Вступивши через це в конфлікт з ігровою мафією, він був змушений втекти і приєднатися до секретного урядового проекту.

## Сюжет
Президенту США сниться кошмар про ядерний вибух. Тим часом Алекс Гарднер — екстрасенс, який користується своїми здібностями для виграшу в картярських азартних іграх. Після конфлікту з гангстером Снідом, Алекс ховається від його головорізів і дозволяє двом урядовим агентам, Фінчу та Бебкоку, захопити себе, щоб опинитися під захистом.
Доктор Пол Новотні, з доктором Джейн Девріс, розробив спосіб проникати в чужі сни. Новотні припускає, що світ снів реальний та існує поряд з повсякденною реальністю. Проєкт призначався для лікування розладів сну, зокрема нічних кошмарів. Алекс переживає кошмар про падіння з хмарочоса і визнає цей досвід захопливим. Але Боб Блер, впливовий урядовий агент, має свої плани. Новотні переконує Алекса приєднатися до проєкту, щоб розслідувати наміри Блера. Алекс допомагає у снах чоловікові, який хвилюється через невірність своєї дружини, та лікує страхи хлопчика Бадді, якого в снах переслідує людина-змія.
Одного разу Алекс без допомоги пристроїв проникає у сон Джейн, де втручається в її сон про секс із провідником поїзда. Від письменника Чарлі Прінса, який таємно досліджує проєкт для нової книги, Алекс дізнається, що Блер задумав використати технологію проникнення до снів для вбивства, оскільки ті, хто помирають у снах, також помирають у реальному світі.
Блер убиває Прінса та Новотні, щоб вони не розповіли про його справжні наміри. Вважаючи сни президента про ядерний вибух перепоною для перемовин щодо ядерного роззброєння, Блер задумує вбити його також. Згодом президента США госпіталізують через повторювані кошмари. Блер доручає Томмі Рею Глатману, психічно нестабільному екстрасенсу, який убив власного батька, увійти в кошмар президента та вбити його.
Алекс тікає на мотоциклі та опиняється на іподромі, де працюють головорізи Сніда. Він укладає з ними угоду: передбачити переможців, а вони відволічуть найманців Блера. Потім він повертається до дослідного центру і допомагає Джейн прокрастися всередину. Він знаходить мертвого Новотні та змушує одного з головорізів Блера розповісти йому про план убивства президента. Алекс проникає у сон президента і рятує його з поїзда, що їде зруйнованим Вашингтоном.
Томмі користується своєєю збоченою уявою, щоб уві сні вириває серце провіднику поїзда, і нацькувати натовп мутантів на президента. Він бореться з Алексом у вигляді людини-змії зі сну Бадді. Тоді Алекс набуває вигляд убитого батька Томмі, щоб відволікти його. Тієї миті президент пронизує Томмі списом.
Президент дякує Алексу, але не бажає протистояти Блеру, який має значну політичну владу. Щоб захистити себе та Джейн, Алекс входить у сон Блера та вбиває його, перш ніж Блер встигне помститися.
Джейн та Алекс сідають у поїзд до Луїсвілла, штат Кентуккі, маючи намір втілити свою попередню мрію про близькість в реальність. Вони з подивом зустрічають кондуктора зі сну Джейн, але вирішують не зважати на це.

## У ролях
- Денніс Квейд — Алекс Гарднер
- Макс фон Сюдов — Петер Новотні
- Крістофер Пламмер — Боб Блейр
- Девід Патрік Келлі — Томмі Рей Глатман
- Кейт Кепшоу — Джейн Девріс
- Джордж Вендт — Чарлі Принс
- Кріс Малкі — Гері Фінч
- Едді Альберт — президент
- Пітер Джейсон — Рой Бебкок

## Премії і номінації
- 1985 — Фестиваль фантастичних фільмів в Брюсселі. Перший приз «Золотий ворон».
- 1985 — Номінація на премію Сатурн — найкращий фільм жахів.